# Francesco Melzi d’Eril

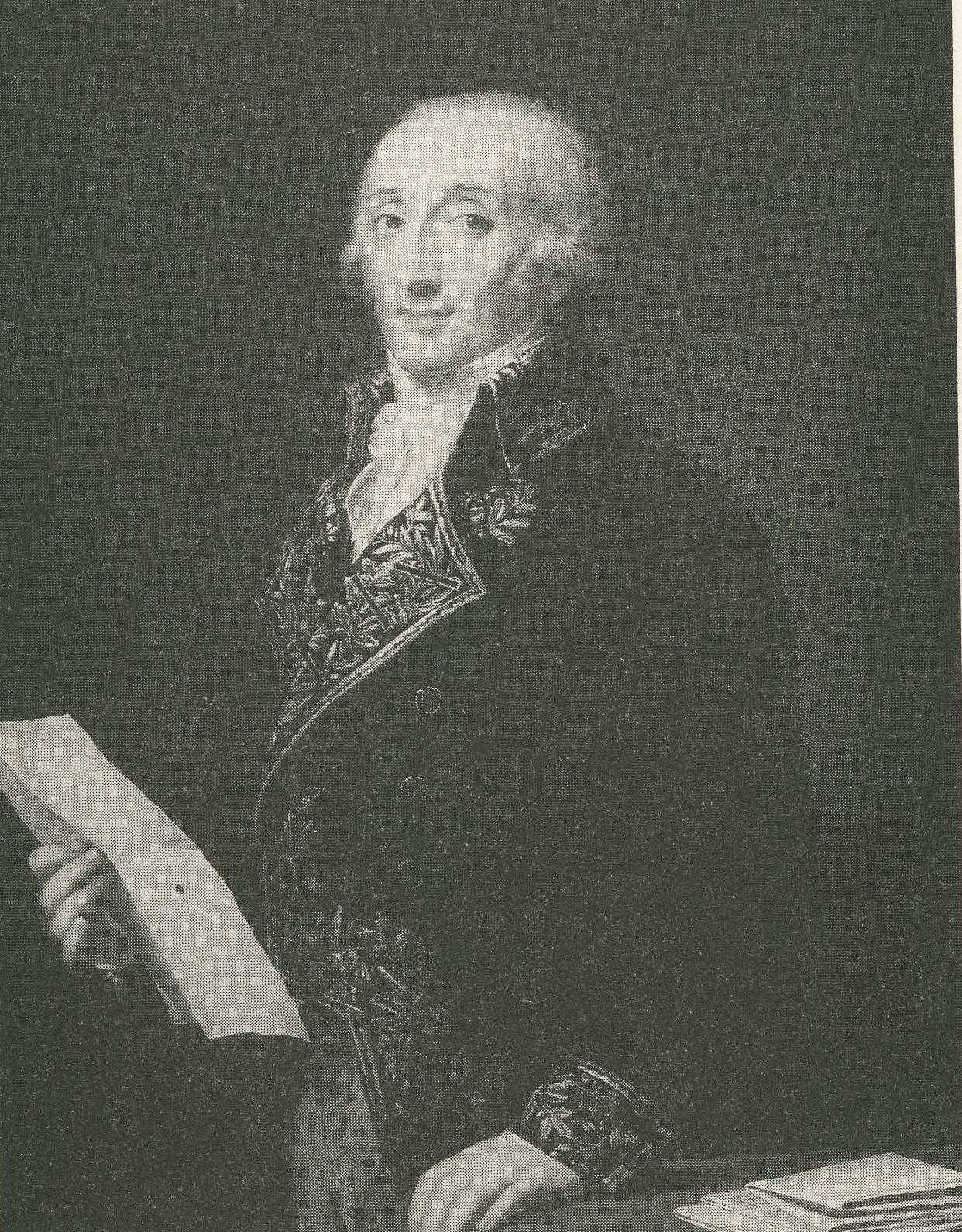
Francesco Melzi d’Eril

Nach den Regeln der napoleonischen Heraldik gestaltetes Wappen des Francesco Melzi d’Eril als 1. Duca di Lodi

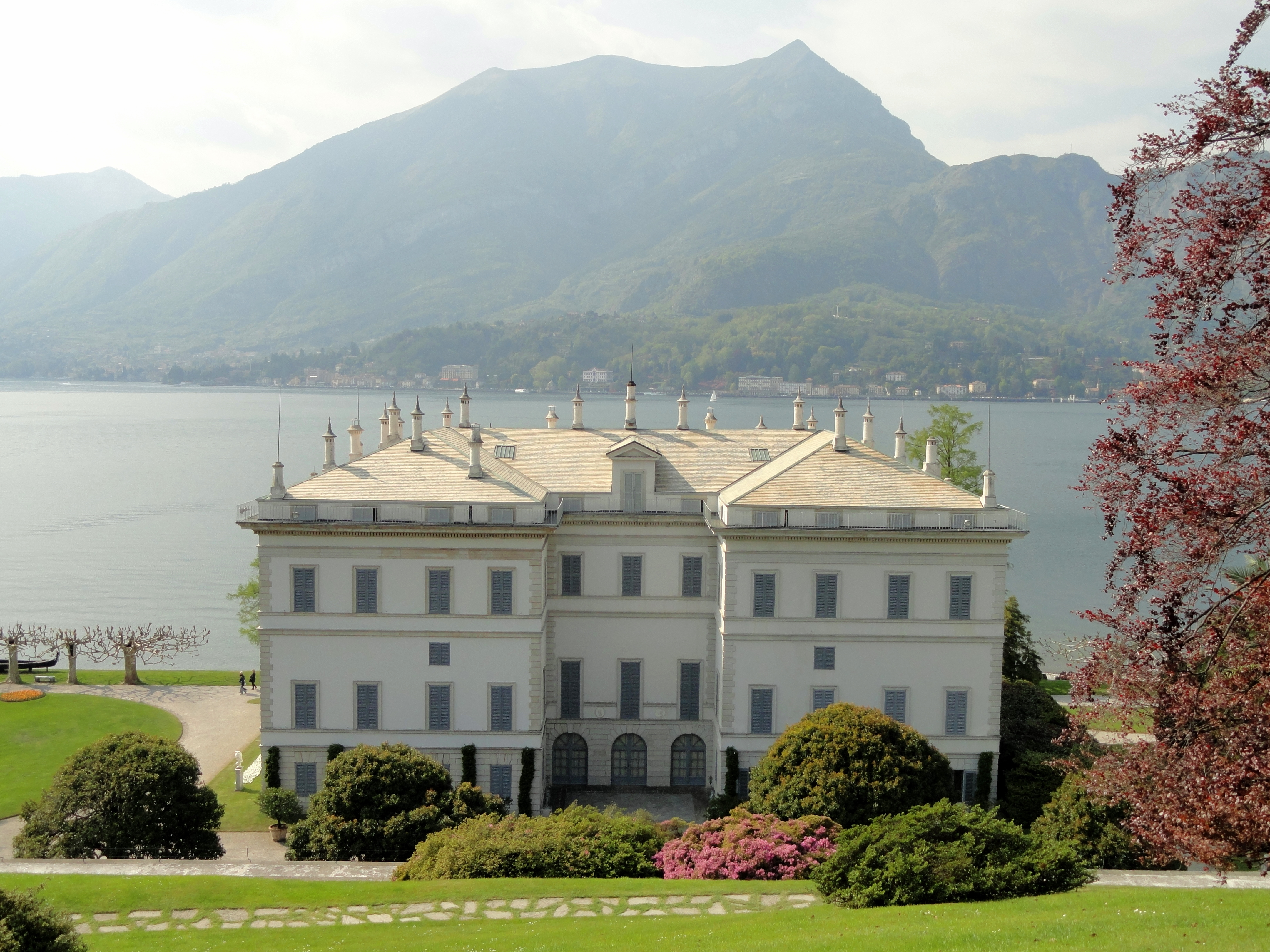
Villa Melzi in Bellagio, Comer See

Francesco Melzi d’Eril, seit 1807 Duca di Lodi (* 6. März 1753 in Mailand; † 16. Januar 1816 in Bellagio) war ein italienischer Politiker und Schriftsteller.

## Biographie
Francesco Melzi d’Eril stammte aus dem Mailänder Adelsgeschlecht der Melzi, das im 14. Jahrhundert erstmals erwähnt wird. Er war ein persönlicher Freund von Napoleon Bonaparte und absolvierte unter diesem eine steile politische Karriere. Er war ab 1802 Vizepräsident der von Napoleon gegründeten Italienischen Republik, 1805 wurde er Großkanzler des napoleonischen Königreichs Italien.
1807 erhielt Melzi d’Eril von Napoleon in dessen Rolle als König von Italien den erblichen Titel Duca di Lodi („Herzog von Lodi“), in Erinnerung an die Schlacht bei Lodi von 1796. Er erwarb Ländereien in Correzzola und die Herrschaft Bellagio, wo er sich in den Jahren 1808–1810 die Villa Melzi erbauen ließ, die inmitten einer Gartenanlage direkt am Comer See liegt.
Ab 1813 war Melzi d’Eril Mitglied der Accademia della Crusca, 1816 erbte er zudem den in der Familie Melzi weitergegebenen Titel eines Conte di Magenta.
Der Herzog verstarb 1816 ohne Kinder und seine Titel gingen auf seinen Neffen und Adoptivsohn Giovanni Francesco Melzi (1788–1832) über.